# Идайна (Миннесота)
Идайна (англ. Edina) — город в округе Хеннепин, штат Миннесота, США. На площади 41,5 км² (40,8 км² — суша, 0,8 км² — вода), согласно переписи 2000 года, проживают 47 425 человек. Плотность населения составляет 1162,6 чел./км².
- Телефонный код города — 952
- Почтовый индекс — 55410, 55416, 55424, 55435, 55436, 55439, 55343
- FIPS-код города — 27-18188[1]
- GNIS-идентификатор — 0643177[2]